# 1959 en sport automobile
Chronologie du Sport automobile
1958 en sport automobile - 1959 en sport automobile - 1960 en sport automobile

## Les faits marquants de l'année1959enSport automobile
- Lee Petty remporte le championnat de la série NASCAR avec un montant total de 45,570 $ (USD).
- Honda participe pour la première fois au Tourist Trophy de l'île de Man et remporte le prix du constructeur.

## Par mois

### Mai
- 10 mai (Formule 1) : premier grand prix de la saison 1959 à Monaco, remporté par Jack Brabham sur Cooper-Climax.
- 30 mai (Formule 1) : deuxième grand prix de la saison aux 500 miles d'Indianapolis, remporté par Roger Ward sur A.J. Watson-Offenhauser.
- 31 mai (Formule 1) : troisième grand prix de la saison 1959 aux Pays-Bas, remporté par Jo Bonnier sur BRM.

### Juin
- 20 juin : départ de la vingt-septième édition des 24 Heures du Mans.
- 21 juin : victoire de Carroll Shelby et Roy Salvadori aux 24 Heures du Mans.

### Juillet
- 3 juillet (Formule 1) : quatrième grand prix de la saison 1959 en France, remporté par Tony Brooks sur Ferrari.
- 18 juillet (Formule 1) : cinquième grand prix de la saison 1959 en Grande-Bretagne, remporté par Jack Brabham sur Cooper-Climax.

### Août
- 2 août (Formule 1) : sixième grand prix de la saison 1959 en Allemagne, remporté par Tony Brooks sur Ferrari.
- 23 août (Formule 1) : septième grand prix de la saison 1959 au Portugal, remporté par Stirling Moss sur Cooper-Climax.

### Septembre
- 13 septembre (Formule 1) : huitième grand prix de la saison 1959 en Italie, remporté par Stirling Moss sur Cooper-Climax.

### Décembre
- 12 décembre (Formule 1) : à l'issue du GP des États-Unis, dernière épreuve de la saison, disputée sur le circuit de Sebring, et remportée par Bruce McLaren, Jack Brabham remporte le championnat du monde de Formule 1 au volant d'une Cooper-Climax. Avec 31 points, il devance Tony Brooks (Ferrari, 2e à 4 points) et Stirling Moss (Cooper, 3e à 5,5 points).

## Naissances
- 13 janvier : Virgil Earnest Irvan, dit '''« Ernie Irvan »''', pilote  américain.
- 11 février : Roberto Moreno, pilote automobile brésilien de Formule 1 ayant disputé 42 Grands Prix entre 1987 et 1995.
- 20 mars : Martin Short, pilote automobile anglais.
- 2 avril : Juha Kankkunen, pilote automobile (rallye) finlandais.
- 9 avril : Egon Allgäuer, pilote de course autrichien sur camions.
- 21 avril : Lilian Bryner, pilote automobile suisse.
- 8 mai : Gilles Vannelet, pilote automobile français.
- 15 mai : Luis Pérez-Sala, pilote automobile espagnol de Formule 1.
- 31 mai : Andrea De Cesaris, pilote automobile italien de Formule 1 ayant disputé 208 Grands Prix entre 1980 et 1994.
- 1er juin : Martin Brundle, pilote automobile britannique de Formule 1 ayant disputé 158 Grands Prix entre 1984 et 1996.
- 20 juillet : Giovanna Amati, pilote automobile italienne.

- 27 août : Gerhard Berger, pilote automobile autrichien ayant obtenu 10 victoires en 210 Grands Prix de Formule 1 entre 1984 et 1997.
- 7 septembre : Dominique Dubourg, pilote automobile français d'autocross.
- 5 décembre : Josef Peták, pilote automobile tchèque de rallyes et de sprintrally.

## Décès
- 22 janvier : Mike Hawthorn, 29 ans, pilote de course automobile anglais, champion du monde de Formule 1 en 1958. (° 10 avril 1929).
- 20 mars : Joe Tracy, pilote automobile irlando-américain. (° 22 mars 1873).
- 4 avril :  George Amick, pilote automobile américain, (° 24 octobre 1924).
- 8 juin : Leslie Johnson, pilote anglais de course automobile. (° 22 mars 1912).

- 1er août : Ivor Bueb, pilote de course automobile anglais qui remporte à deux reprises les 24 Heures du Mans. (° 6 juin 1923).
- 28 septembre : Rudolf Caracciola, 58 ans, pilote de course automobile allemand puis suisse, champion d'Europe de la montagne en 1930, 1931 et 1932 et Champion d'Europe des pilotes en 1935, 1937 et 1938 (° 30 janvier 1901).